# Lenguas de Aragón
Las lenguas de Aragón habladas en la actualidad son tres:
- el español es la lengua mayoritaria de la región y la oficial
- el aragonés  (también llamado altoaragonés) es una lengua hablada principalmente en el norte de Aragón, sobre todo en los valles pirenaicos.[1][2][3][4]
- el catalán hablado en la zona oriental, conocida como la franja de Aragón

Desde el 4 de febrero de 2016, el aragonés y el catalán de Aragón están reconocidas oficialmente como lenguas propias de la comunidad autónoma por la Ley 3/1999 del Patrimonio Cultural Aragonés, cuyo uso, protección y promoción como tales lenguas propias, originales e históricas de Aragón está regulado por la Ley 3/2013, de uso, protección y promoción de las lenguas y modalidades lingüísticas propias de Aragón.
En marzo de 2021 el congreso de los Diputados aprobó una proposición no de ley que insta a impulsar reformas de los estatutos de autonomía para que el aragonés, y también el asturiano, sean lenguas oficiales en sus comunidades.

## El español aragonés
En la mayor parte del territorio de Aragón, el idioma propio es el español, en su variedad aragonesa. A esta variedad se le denomina español aragonés.

### Origen

Evolución histórica del aragonés

El español aragonés procede del proceso de castellanización del reino de Aragón. A principios del siglo XVII la provincia de Zaragoza y la mitad occidental de la provincia de Teruel estaban tan castellanizadas que el castellano era la lengua predominante en esas áreas. A principios del siglo XIX, el aragonés sólo era hablado en enclaves de la provincia de Huesca, fundamentalmente en la parte septentrional de la misma.

### Estado actual
En la actualidad, el español aragonés está perdiendo gran parte de sus rasgos dialectales propios. El avance de la educación pública, la presencia de medios de comunicación masiva como la televisión y la radio, hace que muchos hablantes hayan abandonado rasgos regionales en favor de rasgos de uso más general. El proceso no es exclusivo de Aragón, ya que la uniformización del idioma español es un fenómeno general en toda España.
La educación, los medios de comunicación y la administración en Aragón hacen hoy en día solamente uso del español estándar,[cita requerida] quedando restringido el uso del español aragonés para el ámbito coloquial e informal. Los rasgos dialectales aragoneses son vistos actualmente como incorrectos o vulgares por los hablantes y están siendo sustituidos progresivamente por el español estándar.

## El aragonés
El aragonés (también llamado altoaragonés) comprende un conjunto de variedades dialectales romances autóctonas de Aragón. Antes del siglo XIV el castellano tenía un uso muy limitado en Aragón y la lengua predominante era el aragonés. En la actualidad, por un proceso de castellanización, el aragonés está restringido básicamente a ciertas zonas del norte de Aragón, en concreto al Alto Aragón de ahí que también sea conocido como altoaragonés. Está declarado como lengua propia por el Gobierno de Aragón. Recientemente han aparecido colectivos fuera del norte de Aragón que promueven el uso de la lengua llegando a aparecer periódicos como Arredol que usan exclusivamente el aragonés.

### Origen
El aragonés proviene de la evolución del romance aragonés medieval que se hablaba en el norte de Aragón en la Edad Media.

### Estado actual
El aragonés se encuentra hoy en día en peligro de extinción. Se está rompiendo la transmisión intergeneracional de la lengua y muchos niños de la zona están adoptando el castellano como única lengua. Actualmente tiene mayor vitalidad al norte de Aragón, especialmente en los valles pirenaicos.

### Denominación
En su conjunto se le denomina aragonés. Sin embargo, en las zonas donde se ha conservado mejor la lengua, lo más habitual para sus hablantes es la denominación según los dialectos locales o regionales que la componen: ansotano, cheso, panticuto, belsetán, chistabín, patués, ribagorzano.

## El catalán
En la Franja de Aragón, la lengua propia que se habla es el catalán, en sus variedades dialectales occidentales. Está declarado como lengua propia por el Gobierno de Aragón.

### Origen
Durante histórico conocido como Reconquista, fue común que pobladores de regiones septentrionales migraran hacia el sur, se cree que así fue como se extendió el catalán al sur de Cataluña y posiblemente la parte meridional de la Franja de Aragón. [cita requerida]
El catalán de Aragón comparte rasgos dialectales típicos con el catalán occidental y además tiene algunos rasgos propios que lo distinguen dentro del catalán occidental.

### Estado actual
El catalán es la lengua propia y tradicional de este territorio llamado Franja Oriental de Aragón. Existe transmisión intergeneracional de la lengua. Es hablado por un sector significativo de la población. siendo el territorio donde el conocimiento oral del catalán es el más universalizado. Lo saben hablar el 80,2% de los adultos, que representan 33.743 hablantes de catalán en la Franja (datos de la última encuesta, de 2014). El año 2004 eran 42.000 personas, el 88,8% de la población adulta. La reducción se debe sobre todo a causas demográficas,  más que a causas sociolingüísticas. En todo Aragón hay 55.513 hablantes de catalán, según datos censales. A pesar de todo ello, no es una lengua oficial ni en la Franja ni en Aragón, y tiene una presencia casi nula en las instituciones públicas, muy limitada en la enseñanza, donde solo es posible estudiarla como optativa, en la administración y en actos públicos en general.

### Denominación
El catalán se habla en la Franja. La lengua catalana en Aragón no suele ser denominada como tal por sus propios hablantes, sino que se inclinan a emplear principalmente los gentilicios locales para denominar a su habla propia como son ejemplos el fragatino, tamaritano, maellano... El término chapurreado (a veces escrito chapurreau o chapurriau) es empleado también en ocasiones.
Existe un punto de vista minoritario, representado principalmente por la federación de asociaciones FACAO, que considera que estos dialectos no pertenecen al catalán sino que forman un idioma independiente llamado aragonés oriental. Sus argumentos chocan con quienes defienden la unidad lingüística de la lengua catalana. Por ello se suma a esta asociación con los estudiosos que defienden las modalidades valencianas y baleares habladas en dichos territorios como diferenciadas de la lengua catalana normativa, con las dificultades anexas y la polémica más que secular para conseguir una ortografía consensuada para todas las variedades lingüísticas.